# Caradrina samurana
Caradrina samurana là một loài bướm đêm trong họ Noctuidae.